# Scapania uliginosa
Scapania uliginosa là một loài rêu tản trong họ Scapaniaceae. Loài này được (Lindenb.) Dumort. miêu tả khoa học lần đầu tiên năm 1835.